# Русский язык в Финляндии

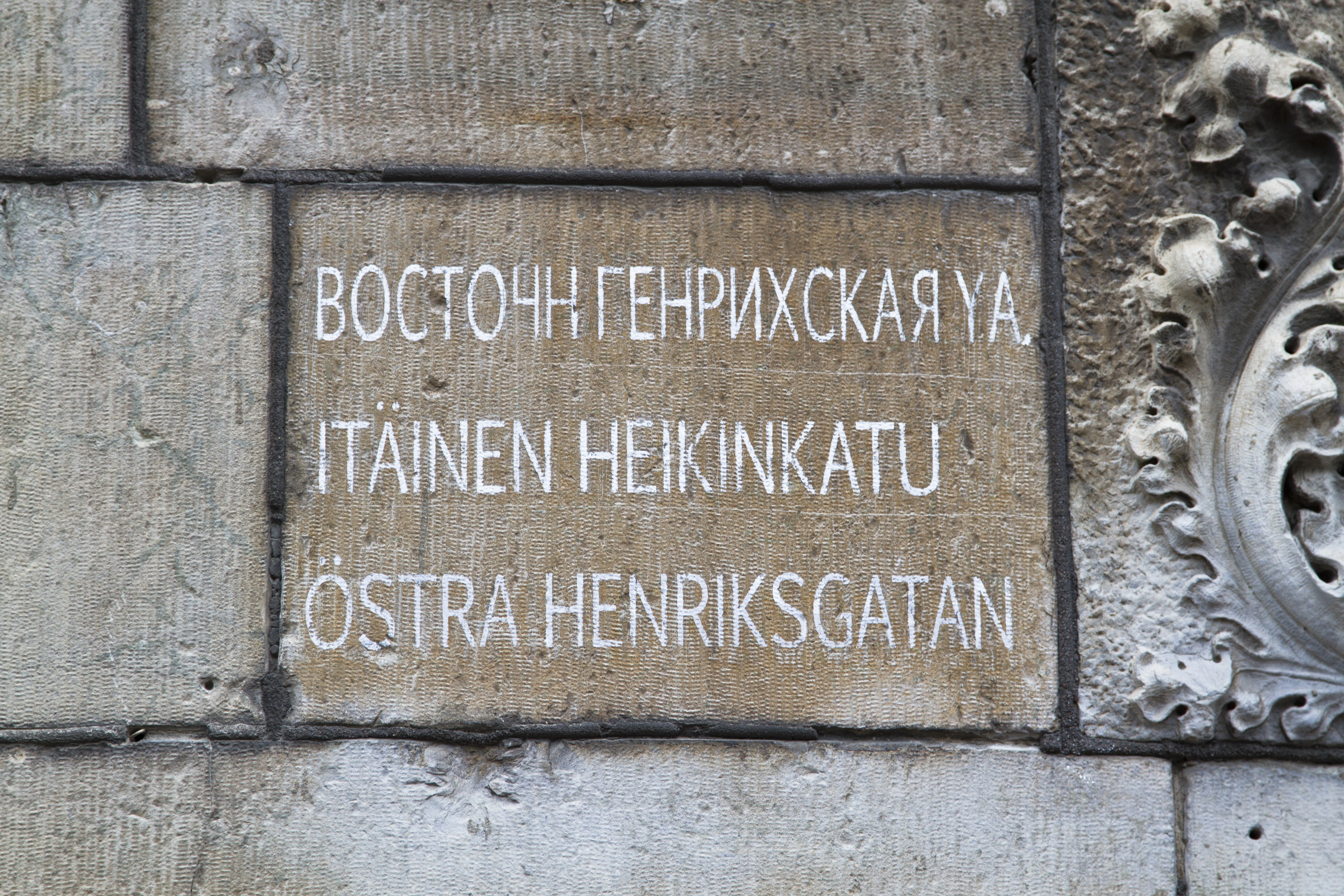
Табличка с названием улицы времён Великого княжества Финляндского

Русский язык в Финляндии (фин. Venäjän kieli Suomessa) — язык русскоязычного меньшинства на территории Финляндии. Русский язык в настоящее время не имеет в стране официального статуса, однако, в период между 1900—1917 годами он наряду с финским и шведским языками являлся одним из трёх официальных языков входившего тогда в состав Российской империи Великого княжества Финляндского.
На 2012 год численность населения Финляндии, для которых первым языком общения является русский, оценивается в 62 554 человекa (1,15 % населения). Русскоязычие традиционно имеет более широкое распространение на юго-востоке страны. 10 октября 2012 года правительство Финляндии объявило о создании Фонда поддержки в стране русской культуры.
18 сентября 2013 года на специальном заседании парламента было объявлено о создании Фонда поддержки изучения русского языка в Финляндии.

## Исторические сведения
Первые топонимические сведения о проникновении русского языка в финские земли датируются X-XII веками. Так, название древней столицы Финляндии г. Турку происходит от слова торг.
В XVIII веке русскоязычное население на территории Финляндии было весьма незначительным. В Гельсингфорсе в 1724 году проживало всего 13 русских. Исключение составляла так называемая Старая Финляндия, то есть Выборгская губерния, где были расквартированы русские войска (часть потомков русских офицеров, осевших на территории Финляндии, в единичных случаях до настоящего времени продолжают сохранять русский язык).
Также в первой половине XVIII века на Карельский перешеек были переселены крепостные крестьяне, привезённые на пожалованные земли из Ярославской, Тульской и Орловской губерний. Самыми крупными из этих поселений были Кююрёля и Райвола. Русские жители Карельского перешейка сохраняли, почти не ассимилируясь с финским большинством, язык, культуру и традиции вплоть до Второй мировой войны. Также с XVII века небольшое русскоязычное меньшинство проживало на севере Финляндии, в Печенгском округе (фин. Petsamo). В середине XX века переселённое с Карельского перешейка русскоязычное меньшинство осело в поселениях Котка, Ярвенпяя, Хамина, Хельсинки, Хямеэнлинна, Кемиё, Турку, и процесс его ассимиляции в финноязычное языковое пространство ускорился, особенно — среди молодёжи.

## Великое княжество Финляндское
В период Великого княжества Финляндского (1809—1917) русскоязычных в стране было немного. До 1899 года царское правительство очень тактично относилось к автономии Финляндии и не поощряло массового переселения русских на территорию княжества. Тем не менее, по переписи 1870 года, русский язык считали родным 12,1 % населения Гельсингфорса (чиновники, военные и члены их семей). В 1890 году эта доля упала до 6 %. В 1900 году, использующих русский в качестве родного, насчитывалось 6 тысяч человек (не более 0,22 % населения княжества).

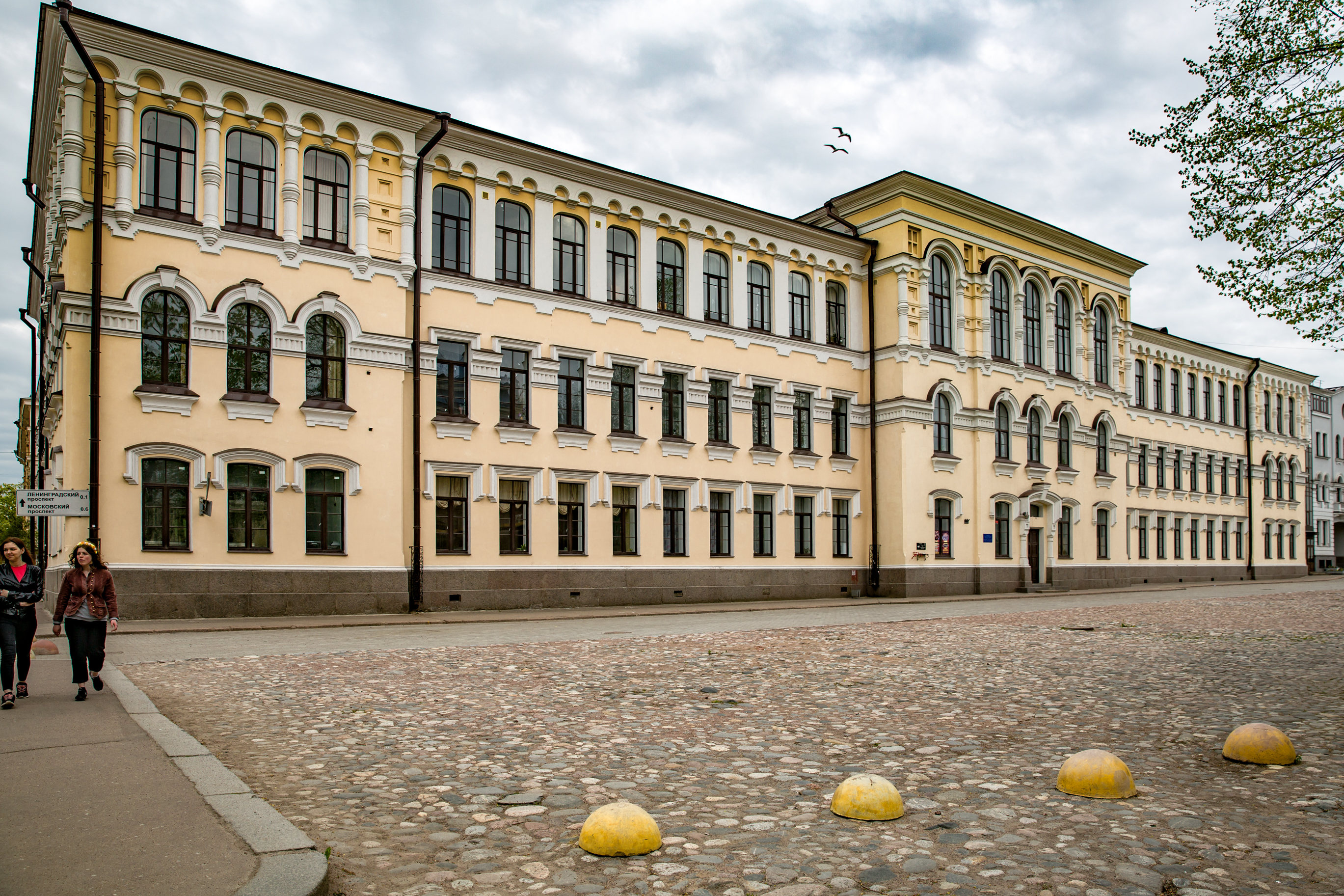
Выборгское реальное училище

Главными центрами русского языка были Выборг и Гельсингфорс, где квартировались русские войска и процветала общественная жизнь. В 1856 году в Выборге была основана начальная русская школа, ставшая единственным русским учебным заведением в городе, а 30 августа 1882 года открылось среднее учебное заведение с преподаванием на русском языке — Выборгское реальное училище. В Гельсингфорсе с 1827 года была открыта первая православная русская церковь — Свято-Троицкий храм и в том же году при ней начала действовать приходская русская школа, преобразованная в 1864 году в Табуновскую русскую школу, издавались газеты («Финляндская газета» 1900—1917) и журналы на русском языке, с 1880 года в Гельсингфорсе действовал русский Александровский театр.
Русскоязычное меньшинство состояло преимущественно из купцов (в середине XIX века в Гельсингфорсе их было до 40 % от общего числа, а в Выборге — более 50 %), фабрикантов, мелких предпринимателей и духовенства. При этом именно приграничный Выборг превратился со временем в место наибольшей концентрации русскоязычного населения. В 1910 году в городе проживало более половины всех русскоязычных страны — 3 250 человек (6,5 % населения города).

## После обретения независимости
После революции в России, в Финляндию эмигрировало несколько десятков тысяч русских из Петрограда, Карелии и других частей России, но они не остались надолго в стране, предпочтя более благоустроенные страны Европы и Америки. Также с обретением Финляндией независимости в стране предпочли остаться некоторое количество русских чиновников и военнослужащих бывшего Великого княжества Финляндского. В 1921 году вследствие Кронштадтского восстания в страну прибыло около 8 тысяч беженцев, но лишь небольшая часть из них остались в Финляндии. В результате «первой волны» эмиграции русское население в Финляндии составляло на 1922 год 35 тысяч человек.
В 1950-е и 1970-е годы в Финляндию продолжало переезжать некоторое количество граждан СССР в связи с заключениями браков с финнами. Въезд в страну русскоязычного населения увеличился в конце 1980-х — начале 1990-х по причинам экономического характера. Значительную группу составляли возвращенцы, имевшие финские или родственные финнам корни, но владеющие, по историческим причинам, лучше русским, чем финским языком. Большая часть приехавших обосновались в Хельсинки и его окрестностях, Тампере, Турку, Куопио, Ювяскюля, Йоэнсуу.

### Современность
С 1993 по 1998 годы на территории Финляндии выходил единственный русскоязычный иллюстрированный журнал «Вестник». С 1998 года самым многотиражным (20 тысяч экземпляров) русскоязычным ежемесячным изданием в стране является газета «Спектр», а с 2011 года выходит ежемесячная газета «Новости Хельсинки». C 1999 года шесть раз в год выходит иллюстрированный журнал «Новые Рубежи» и литературный альманах «LiteraruS».
С 2013 года телерадиовещательная компания Финляндии Yleisradio Oy начала вещание по телеканалу YLE TV1 новостей на русском языке.

## Обучение языку
До 1917 года в Великом княжестве Финляндском было несколько начальных и средних школ для русскоязычного населения, многие из которых действовали при православных приходах, были хорошо оборудованы и обладали обширными библиотеками.

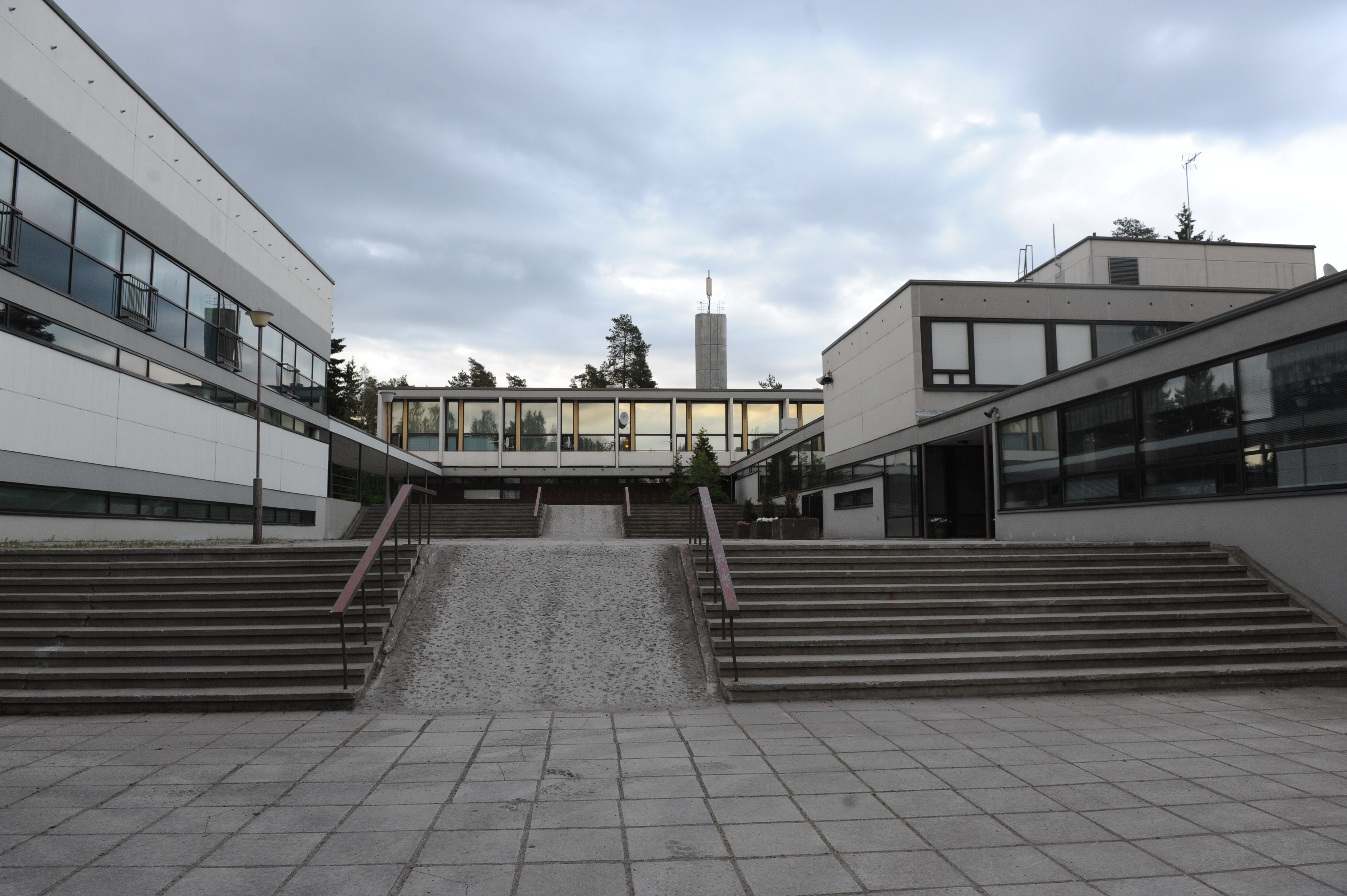
Финско-русская школа

Наиболее значительными русскоязычными учебными заведениями в столице княжества Гельсингфорсе были Александровская гимназия для мальчиков и Мариинская гимназия для девочек, а также Табуновская начальная школа, построенные и действовавшие при покровительстве купца Никифора Табунова (1803—1868). После Второй мировой войны в Хельсинки ещё продолжали действовать Табуновское начальное училище и Гельсингфорсский русский лицей, который с 1950 года стал управляться Русским культурно-демократическим союзом (РКДС). В 1955 году на частных началах была основана новая Русская школа в Хельсинки, позднее ставшая Финско-русской школой и в 1977 году перешедшая в ведение министерства просвещения Финляндии.
После 1918 года по инициативе православных приходов и частных лиц на Карельском перешейке стали возникать новые низшие и средние школы, ютившиеся в холодных и необорудованных дачных помещениях. На 1923 года в Финляндии насчитывалось без малого 1500 детей, нуждавшихся в обучении на русском языке. В начале 1924 года в Финляндии было 7 беженских, 6 только для коренного русскоязычного населения и 9 смешанных школ с общим количеством учеников 1260 человек.
Из-за опасности денационализации русскоязычной молодежи в Выборге была предпринята попытка создания частной русской школы. 6 сентября 1918 года было подано заявление в Сенат о разрешении Выборгскому православному приходу учредить начальную и среднюю школы в здании бывшей женской гимназии. Содержание школ взял на себя коммерции советник Ф. И. Сергеев.
В 1913 году в Териоки было основано Реальное училище. Закрытое в 1917 году училище было восстановлено в 1918 году благодаря православному приходу. В начале 1924 году в училище обучалось около 150 учеников и имелся полный состав классов. В 1921 году в Куоккала также по инициативе православного прихода было открыто Реальное училище, а председателем школьной дирекции был Илья Репин.
В 2013 году, в связи с политикой экономии, муниципалитет Хельсинки прекратил финансирование финско-русского детского сада «Калинка», в связи с чем последний может быть упразднён.
На конец 2013 года законодательством Финляндии для русскоязычных школьников гарантировано преподавание русского языка в качестве дополнительного иностранного (2 часа в неделю), но статистика свидетельствует о снижении интереса к изучению родного языка среди русскоязычной молодёжи и их родителей, предпочитающих, чтобы дети изучали английский. В 2012 году было запланировано увеличение финансирования в том числе и для преподавания русского языка в средних школах.
В 2014 году интерес к русскому языку среди школьников и студентов остается стабильно высоким, несмотря на возросшее напряжение в отношениях России и ЕС.

## Численность
По сведениям газеты «Хельсингин Саномат», на начало 1992 года в Финляндии было зарегистрировано 14 158 бывших граждан Советского Союза (из них 8565 человек считали русский родным и более 7 тысяч из этого числа — женщины). По официальным статистическим данным на 31 декабря 1992 году в Финляндии уже насчитывалось 9335 человек (0,18 % населения), считающих русский язык родным.
Статистический учёт осложняется тем фактором, что кроме явного русскоязычного населения Финляндии среди переехавших есть значительное количество ингерманландцев, языковая принадлежность которых далеко не всегда ясна.
По статистике на конец 2001 года, в Финляндии проживало 22 720 граждан Российской Федерации. Русский язык назвали родным 31 090 человек. «Старых русских» и их потомков в Финляндии насчитывается 3000—5000 человек.
В 2009 году среди смешанных русско-финских семей наиболее распространенным сочетанием были семьи, в которых мужем был финн, а женой — русская. Таких семей в 2011 году насчитывалось 7400. Сочетание русский мужчина и финская женщина встречается значительно реже — 1300 семей. Общее число семей, в которых один родитель или оба были русскоязычными, в декабре 2010 года составляло 11 200, а в 2011 году — 12 тысяч.
За период 2008—2011 годов самый большой прирост русскоязычного населения наблюдался в городах: Котка, Лаппеэнранта и Эспоо, а самый низкий процент — в Турку, Тампере и Ювяскюля.

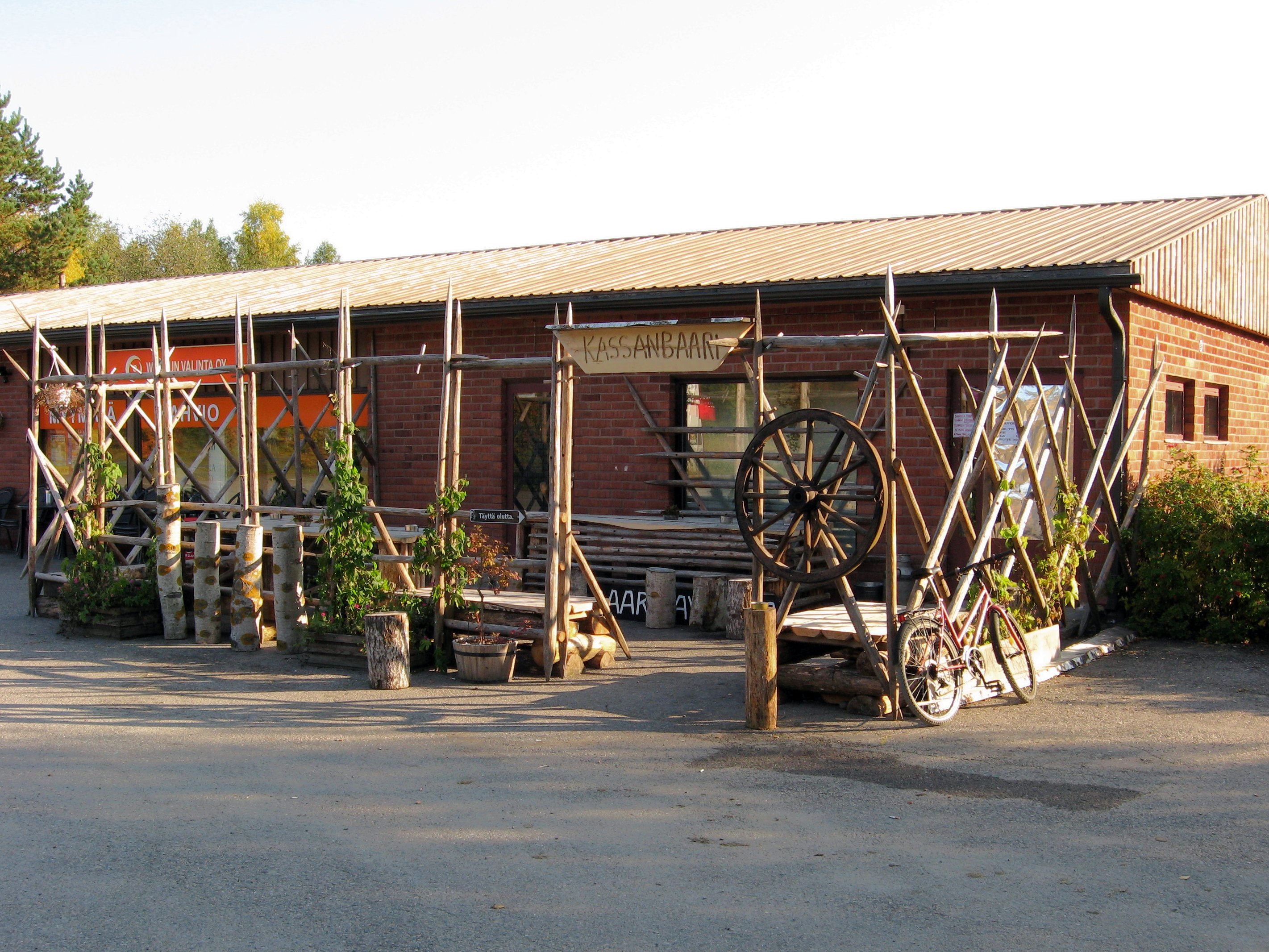
Тохмаярви — самый русскоязычный посёлок Финляндии

В 2011 году самой русскоязычной (из 5 тысяч проживающих 5 % составляют русскоговорящие) на территории Финляндии была признана община Тохмаярви. В большинстве магазинов посёлка обслуживание происходит как на финском, так и на русском языках, а в школах половина 4-классников выбрали в качестве факультативного языка русский.
На 2015 год русский язык был родным для более чем 70 тысяч жителей.

## Русский как иностранный
В 2010 году 4200 финских учащихся (менее 1 %) в Финляндии изучали русский язык в качестве иностранного, однако, отмечается рост интереса к изучению русского языка среди финских граждан (не русского происхождения) в приграничных с Россией территориях Финляндии, и Лапландии. В 2010 году госэкзамен по «длинному» русскому языку (А-язык) сдали 0,6 %, а по «короткому» (B- и C-языки) — 2,1 % финских учащихся.
31 марта 2011 года восемь муниципалитетов Восточной и Юго-Восточной Финляндии (Иматра, Лаппеэнранта, Тохмаярви, Миккели, Савонлинна, Пиексямяки и др.) обратились к министру образования Хенне Вирккунен с ходатайством о возможности изучать в общеобразовательных финских школах русский язык в качестве альтернативы шведскому языку. Несмотря на поддержку инициативы со стороны премьер-министра Мари Кивиниеми, правительство не пошло на внесение поправок в действующий закон о базовом образовании. Вторично рапорт о целесообразности изучения финскими школьниками русского языка в восточных районах Финляндии был подан министру промышленности Юри Хякямиесу 15 февраля 2012 года со стороны эксперта Йорма Элоранта, но также не нашёл поддержки в министерстве образования. Против замены изучения шведского языка русским в Восточной Финляндии высказался в 2015 году министр обороны Карл Хаглунд. Тем не менее муниципалитеты не отказались от своей инициативы.
В итоге 19 сентября 2017 года министром по делам Европы, культуры и спорта Финляндии Сампо Терхо дан старт эксперименту по отказу до 2019 года от обязательного изучения шведского языка в школах некоторых регионов страны, в частности, в Восточной Финляндии и финской Лапландии. Ученики смогут выбрать, какие два иностранных языка они будут изучать. Среди наиболее вероятных при выборе в указанных регионах считается русский язык. От обязательного изучения шведского их освободят.
В 2013 году кафедра славистики Хельсинкского университета увеличила на восемь мест квоту на отделении русского как иностранного и на два места на линии русского как родного. В ноябре 2013 года министр культуры и спорта Пааво Архинмяки выступил с инициативой обязательного изучения русского алфавита финскими школьниками, но уже в 2015 году, в связи с уменьшением экономического сотрудничества с Россией, в Лаппеэнранте отмечался заметный спад интереса в изучении русского языка среди школьников, хотя в столичном регионе этот интерес продолжает сохраняться на высоком уровне.

### Институты поддержки русского языка
В Финляндии действует более 145 русскоязычных организаций, многие из которых в той или иной форме и степени занимаются поддержкой и популяризацией русского языка в стране. Например, с 1945 года в стране ведёт деятельность Русский культурно-демократический союз, основанный русскими переселенцами начала XX века.
С 2013 года в Финляндии действует Фонд Cultura (фин. Cultura-säätiö), в состав которого входит Фонд поддержки русского языка и культуры. Фонд Cultura был создан по инициативе Министерства культуры и просвещения Финляндии, соучредителями стали муниципалитеты с наибольшим русскоязычным населением: Хельсинки, Эспоо, Вантаа, Тампере, Турку, Лаппеэнранта и Йоэнсуу, а также две финские общественные организации: Общество «Финляндия-Россия» и Финляндская ассоциация русскоязычных организаций. Фонд Cultura получил на осуществление своих программ 10 млн евро и занимается вопросами интеграции русскоязычного населения страны и поддержкой его языковой и культурной идентичности.
В историческом центре Хельсинки расположен Российский центр науки и культуры (РЦНК, «Русский дом»), открытый в 1977 году при участии Председателя Совета министров СССР А. Н. Косыгина и Президента Финляндии У. К. Кекконена. В настоящее время РЦНК — одно из почти сотни зарубежных представительств Россотрудничества. Среди приоритетных задач центра — сохранение языковой и национальной идентичности русскоязычного населения Финляндии, поддержка и продвижение русского языка. Центр проводит курсы русского языка для взрослых и детей, которые ведут носители языка, а также предлагает обучение в условиях русской языковой среды, в том числе в России.

## Экономическая целесообразность
Русский язык обретает всё большую значимость в Финляндии в силу интенсивного экономического роста России и других стран СНГ. Спрос на русскоговорящих работников внутри страны постоянно растёт, так как финские фирмы ищут новые рынки и новые возможности. Наиболее высоким спросом пользуются этнические эстонцы, владеющие одновременно финским и русским языками, однако большая часть магазинов отказываются платить продавцам полагающуюся 5 % надбавку к зарплате за знание иностранного языка.